# Interglossa
Interglossa è un progetto di lingua artificiale ideato nel 1943 dal biologo inglese Lancelot Hogben (1895-1975). 

## Storia
Mentre insegnava ai suoi allievi, Hogben notò quanto fosse difficile per gli studenti memorizzare i termini specialistici della biologia, a causa della loro poca dimestichezza con le etimologie e le lingue classiche. Iniziò così ad insegnare loro le radici internazionali latine e greche di questi termini in aiuto alla memoria. Iniziò a compilarne un vocabolario ed in seguito, durante la seconda guerra mondiale a Birmingham, creò alcune linee-guida di grammatica, completando così l'abbozzo di una nuova lingua ausiliaria internazionale basata soprattutto sul lessico della scienza moderna: 

Alla fine Hogben si convinse che una tale lingua ausiliaria fosse sempre più necessaria, dunque decise di pubblicare il suo progetto, chiarendo che si trattava semplicemente di un abbozzo:

### Le lingue derivate
- L'Interglossa può essere vista come l'abbozzo della lingua ausiliaria sua discendente, e tuttora attiva, la "Glosa", presentata da Ron Clark e Wendy Ashby nel 1972, che ne ha in parte modificato, ma soprattutto ampliato la grammatica e molto di più il lessico.
- Il linguista vietnamita Pam Xuan Thai pubblicò nel 1957 il progetto della lingua "Sistemfrater" o "Frater", basata su principi molto simili a quelli dell'Interglossa. Non ci è dato di sapere se l'autore avesse avuto conoscenza del progetto di Hogben.
- Paul O. Bartlett ha lanciato nel 1997 un progetto di revisione del Sistemfrater con il nome di "Frater2". In questo caso è probabile che l'autore abbia tenuto presente i progetti di Hogben, Clark ed Ashby, in quanto il sistema verbale sembra rivelarne l'influenza.

## Alfabeto
L'Interglossa impiega l'alfabeto latino. Vengono usate le 26 lettere dell'alfabeto latino di base di ISO. 
| Maiuscolo |   |   |   |   |   |   |   |   |   |   |   |   |   |   |   |   |   |   |   |   |   |   |   |   |   |
| A         | B | C | D | E | F | G | H | I | J | K | L | M | N | O | P | Q | R | S | T | U | V | W | X | Y | Z |
| Minuscolo |   |   |   |   |   |   |   |   |   |   |   |   |   |   |   |   |   |   |   |   |   |   |   |   |   |
| a         | b | c | d | e | f | g | h | i | j | k | l | m | n | o | p | q | r | s | t | u | v | w | x | y | z |

## Fonetica
Le lettere dell'alfabeto sono, per la maggior parte, pronunciate come i rispettivi simboli fonetici dell'alfabeto fonetico internazionale, con le seguenti eccezioni:
y equivale a /i/.
c e q equivalgono a /k/.
ph, th, ch, rh equivalgono rispettivamente a /f/, /t/, /k/, /r/.
x all'inizio di parola equivale a /z/; altrimenti equivale a /ks/.
Nelle seguenti combinazioni iniziali, la prima delle due consonanti è muta: ct-, gn-, mn-, pn-, ps-, pt-. Così ps- in pseudo equivale a /s/. 
In genere l'accento tonico cade sulla penultima sillaba, per esempio billEta (billet), permIto. Nelle parole terminanti con due vocali (-io, -ia, ecc.), queste possono formare un dittongo. Però Hogben preferiva trattarle come uno iato, affermando che in nEsia (isola) l'accento è sulla terzultima sillaba (nE-si-a); altro esempio: orientAtio.

## Parti del discorso
Una classificazione di parti del discorso rilevanti per una lingua isolante non imiterebbe le categorie proprie del sistema di flessione del gruppo indoeuropeo. I vocaboli di interglossa possono essere classificati seguente la sua funzione di vocaboli individuali nello sentence-landscape (p. 32-3):
- Sostantivi (396): nomi per cose concrete (o classi di cose concrete). Ciascuno di essi può agire come aggettivo, come già avviene in inglese. Esempi (dal testo di esempio sottostante): crati (governo), geo (terra), pani (pane), parenta (genitore), urani (cielo).
- "Amplificatori" (417): qualità astratte che possono agire come sostantivi, aggettivi o corrispondenti avverbi. Esempi: accido (avvenimento, reale, realtà, ecc.), demo (popolo), dirigo/controlo (direzione, controllo, ecc.), dyno (potere, potente, ecc.), eu (buono, bontà, bene, ecc.), famo (reputazione, fama), eu-famo (buona fama, gloria, ecc.), libero (libero, libertà), malo (male), nomino (nome), offero (offrire, offerta), pardo (perdono), revero (riverente, riverenza).
  - Alcuni di questi "amplificatori" funzionano anche come "particelle associative" (con un ulteriore significato come preposizioni e/o congiunzioni). Esempi: causo (causa, perché, ecc.), de (di, confronti, in relazione a, ecc.), harmono (armonia, conforme a, ecc.), hetero (differente, dissimile, se non, ecc.), homo (simile, di modo simile, come), metro (canone, ecc.), plus (addizione, addizionale, in più, e, ecc.), tendo (intendere, volere, scopo, a fine di, ecc.), volo (desiderio, desideroso, ben disposto, di buona volontà, piuttosto che).
  - Alcuni di essi funzionano come particelle di luogo o di tempo. Esempi: a/ad (a, verso), apo (da, verso l'esterno, ecc.), di (giorno, quotidiano, .., ecc.), epi (su, sopra), in (in, interno, ecc.), tem (tempo, mentre, ecc.).
- "Verboidi" (20): nomi di processi e stati essenziali. Esempi: acte (fare, agire, ecc.), date (dare, ecc.), dicte (dire, esprimere, ecc.), gene (divenire, ecc.), habe (avere, ecc.), tene (tenere, ecc.). Questi "verboidi" possono non agire come verbi, per esempio: plu malo acte (i mali atti, i peccati).
  - Essi possono formare combinazioni naturali con parole astratte ("amplificatori"). Esempi: acte dirigo (dirigere, controllo, ecc.), acte malo (fare del male, peccare, trasgredire), acte pardo (perdonare), date libero (dare libertà, liberare), dicte petitio (fare una domanda, domandare), dicte volo (volere, ecc.), habe accido (succedere, ecc.).
- Pseudonimi (pronomi, 11): essi funzionano sia come pronomi che come equivalenti di sostantivi o per i loro aggettivi corrispondenti. Esempi: na (noi, nostro), mu (essi, quello, ecc. (moltitudine)), su (chi.. (pronome relativo come soggetto)), tu (tu, ti, tuo, voi, vostro).
- Particelle interrogative, imperative, negative e comparative (6), due delle quali permettono formulare questioni, domande o ordini senza deviazione dal invariante parola-patrono. Esempi: no/non (non, no!), peti (domanda). Mentre peti è una breve maniera di esprimere l'imperativo gentile (polite imperative in parole di Hogben), dicte petitio sarebbe l'espressione completa.
  - Nel testo di esempio sottostante, l'espressione dicte volo può essere equivalente al congiuntivo inglese: Na dicte volo; tu Nomino gene revero significa in inglese: hallowed be thy name ("sia santificato il tuo nome").
- Articoli (29): parole generali e numeri che hanno la funzione della pluralità della previsione o altrimenti in relazione a sostantivi equivalenti (i quali sono tutti invarianti come inglese sheep). Esempi: pan (tutti), plu (alcuni, un numero di, i), u/un (un, alcuno, il).

## Sentence-landscape
A fine di pronta ricognizione, una lingua libera da flessioni può facilitare la sua comprensione da due tipi di segnali presenti nello sentence-landscape ("frase-paesaggio"): articoli (vedi "Parti del discorso"), e terminali (che è, vocali finali):
- I sostantivi terminano in -a o -i (eccezioni sono: geo, cardo, acu, occlu, bureau).
- "Amplificatori" (qualità astratte) terminano in -o (eccezioni sono: anni, di, hora, post, pre, tem, ad, contra, epi, ex, extra, in, inter, para, littora, peri, tele, trans, anti, de, minus, per, plus, syn, vice).
- I "verboidi" terminano in -e.
- Gli pseudonimi, se non, terminano in nulla vocale particolare: mi, tu, na, an[dro], fe[mina], re, pe[rsona], mu[lti], auto, recipro, su[bjectum]).

Hogben preferisce avere questo numero di eccezioni in luogo dello "svantaggio di mutilare un tema internazionale famigliare, o di indebitamente stirare la parola". (p. 37)

## Sintassi
Interglossa è una lingua puramente isolante come il cinese, indipendente da suffissi, da flessione verbale e nemmeno da derivazione nominale, tuttavia utilizza un genere di composti di chi secondo componente è un monosillabo. Come in cinese (ed in inglese), i nomi composti sono essenziali. Secondo Hogben, risultano "auto-espliciti", quando si tiene a mente il suo contesto di uso comune. (p. 21)
Interglossa provedde una grammatica minima con una serie di regole sintattiche apertamente definiti, tuttavia differente dalla grammatica usuale di lingue inflessionali-agglutinanti come le lingue indoeuropee:
Inevitabilmente, noi troviamo a gravitare fuori del modello grammaticale della famiglia ariana (indoeuropee) verso un idioma più universale con tratti comuni al cinese. Il risultato è che imparare una lingua se disegnata è un esercizio vitale in chiaro pensare di un genere che alcuno può intraprendere utilmente. Infatti, la grammatica di "interglossa", come è molto vero di Basic English, è semantica. (p. 24)

## Lessico
A differenza di altre lingue ausiliari, Hogben liberamente adotta alcune parole internazionali greche; così, la interglossa ha cephali e chiri per testa e mano. 
Pochi scienziati e tecnici, ancora più pochi linguisti, anticipavano il tempo presente di infiltrazione di radici greche nella vita quotidiana. Per conseguenza alcune lingue artificiali già proposte appena toccano i margini del problema della familiarità delle parole. (p. 30)
Grande parte del lessico è di origine latina. Il proprio termine Inter-glossa è di origine mista. Hogben spesso provvede ai di sinonimi equivalenti, per esempio hypo e infra, soma e corpora (greche le prime, latine le seconde), i quali sono entrambi internazionali. 
Disegnare tutti i dettagli di un interlinguaggio sviluppato appieno non è un carico di un solo uomo. Osservazione in massa sulla base di questionari distribuiti a differenti gruppi di gente di nazionalità differenti decideranno quali parole in ogni reparto sono titolate a rango di variante preferente. (p.15-16)
Interglossa può considerarsi come la redazione della sua discendente, lingua ausiliare glosa, che ha riformato e ampliato il lessico di interglossa.

## Un dizionario mai pubblicato
Nel manuale Interglossa. A draft of an auxiliary era indicato il progetto di un secondo volume, A short English-Interglossa Dictionary ("Breve dizionario inglese-interglossa"), con la collaborazione di una certa Dorothy Baker: 
Non risulta che il dizionario sia mai stato pubblicato. Il manoscritto di questo dizionario  è conservato tra gli scritti di Hogben presso l'Università di Birmingham ed è stato pubblicato in rete nel 2014.

## Testo di esempio
Il seguente è il Padre nostro in interglossa, titolato da Hogben "U Petitio de Christi":
| Versione in interglossa: | Testo in greco: | Versione in italiano (fino al 2020): |
| Na Parenta in Urani: Na dicte volo; tu Nomino gene revero; plus tu Crati habe accido; plus u Demo acte harmono tu Tendo epi Geo homo in Urani; Na dicte petitio: Tu date plu di Pani a Na; plus Tu acte pardo plu malo Acte de Na; metro Na acte pardo Mu; Su acte malo de Na. Peti Tu non acte dirigo Na a plu malo Offero; Hetero, Tu date libero Na apo Malo. Causo Tu tene u Crati plus u Dyno plus un eu Famo pan Tem. Amen. | Πάτερ ημών ο εν τοις ουρανοίς, αγιασθήτω το όνομά Σου, ελθέτω η Βασιλεία σου, γενηθήτω το θέλημά σου ως εν ουρανώ και επί της γης. Τον άρτον ημών τον επιούσιον δος ημίν σήμερον, και άφες ημίν τα οφειλήματα ημών, ως και ημείς αφίεμεν τοις οφειλέταις ημών. Και μη εισενέγκης ημάς εις πειρασμόν, αλλά ρύσαι ημάς από του πονηρού. Ότι σου εστί η βασιλεία και η δύναμις και η δόξα εις τους αιώνας. Αμήν. | Padre nostro, che sei nei cieli, sia santificato il tuo nome, venga il tuo regno, sia fatta la tua volontà come in cielo così in terra. Dacci oggi il nostro pane quotidiano, e rimetti a noi i nostri debiti come noi li rimettiamo ai nostri debitori, e non ci indurre in tentazione, ma liberaci dal male. Amen. |